# Tesfaye Jifar
Tesfaye Jifar (* 23. April 1976) ist ein äthiopischer Langstreckenläufer.
1999 und 2000 wurde er Dritter bei den Weltmeisterschaften im Halbmarathon, 2001 Zweiter mit nur einer Sekunde Rückstand auf Haile Gebrselassie.
Beim Amsterdam-Marathon 1999 stellte er als Zweiter mit 2:06:49 h einen äthiopischen Rekord auf. 2001 wurde er Vierter beim London-Marathon, stellte beim New-York-City-Marathon mit 2:07:43 h den damaligen Streckenrekord auf und siegte bei der Corrida Internacional de São Silvestre in São Paulo.
Jifar ist seit seinem 14. Lebensjahr auf dem rechten Auge blind.